# تشارلز ديان
تشارلز ديان (بالإنجليزية: Charles Dayan)‏ (و. 1792 – 1877 م) هو سياسي، ومحام من الولايات المتحدة الأمريكية ولد في أمستردام.
وهو عضو في الحزب الديمقراطي الأمريكي .